# NGC 1124
NGC 1124 je galaksija u zviježđu Kemijska peć.

## Vanjske poveznice
- SEDS: NGC 1124